# افسانه آنگ: آخرین بادافزار
افسانهٔ آنگ: آخرین بادافزار (انگلیسی: The Legend of Aang: The Last Airbender) یک فیلم انیمیشنی هنرهای رزمی فانتزی آمریکایی به کارگردانی لورن مونتگومری است. این فیلم انیمیشنی به عنوان دنبالهٔ مجموعه تلویزیونی انیمیشنی آواتار: آخرین بادافزار (۲۰۰۵–۲۰۰۸) به‌شمار می‌رود و نخستین اثر آواتار استودیوز است. در این فیلم صداپیشگانی همچون دیو باتیستا و اریک نام حضور دارند.
این فیلم در فوریه ۲۰۲۱، همراه با تشکیل آواتار استودیوز، بخش جدیدی از نیکلودئون، برای خلق پروژه‌هایی که در دنیای فرنچایز آواتار: آخرین بادافزار اختصاص دارد، معرفی شد. سرویس انیمیشن توسط فلایینگ بارک پروداکشنز در سیدنی، استرالیا ارائه شد.
افسانهٔ آنگ: آخرین بادافزار در ۳۰ ژانویه ۲۰۲۶ در ایالات متحده توسط پارامونت پیکچرز منتشر خواهد شد.

## داستان
داستان این فیلم سال‌ها پس از وقایع آواتار: آخرین بادافزار اتفاق می‌افتد.

## تولید

### بازیگران
پارامونت در سینماکان در آوریل ۲۰۲۴ اعلام کرد که شخصیت آنگ با صداپیشگی اریک نام است و دیو باتیستا صداپیشگی یک آنتاگونیست را بر عهده خواهد داشت.

### انیمیشن
در اکتبر ۲۰۲۲، گزارش شد که فلایینگ بارک پروداکشنز در سیدنی، استرالیا، انیمیشنی را برای فیلم ارائه خواهد کرد. این فیلم انیمیشن‌های دستی را با عناصر سی‌جی ترکیب می‌کند. آلشیا گاتس فول، مدیر تولید فلایینگ بارک، خاطرنشان کرد که کار بر روی این فیلم برای استودیو «یک پروژهٔ رؤیایی» خواهد بود، زیرا چندین کارمند طرفدار این فرنچایز هستند.

## انتشار
افسانهٔ آنگ: آخرین بادافزار در ۹ اکتبر ۲۰۲۶ توسط پارامونت پیکچرز منتشر خواهد شد. این فیلم در ابتدا برای انتشار در ۱۰ اکتبر ۲۰۲۵ برنامه‌ریزی شده بود.